# Mike Lalor
John Michael „Mike“ Lalor (* 8. März 1963 in Buffalo, New York) ist ein ehemaliger US-amerikanischer Eishockeyspieler, der im Verlauf seiner aktiven Karriere zwischen 1981 und 1997 unter anderem 779 Spiele für die Canadiens de Montréal, St. Louis Blues, Washington Capitals, Winnipeg Jets, San Jose Sharks und Dallas Stars in der National Hockey League auf der Position des Verteidigers bestritten hat. Seinen größten Karriereerfolg feierte Lalor in Diensten der Canadiens de Montréal, mit denen er im Jahr 1986 den Stanley Cup gewann.

## Karriere
Lalor spielte zunächst zwei Jahre von 1981 bis 1983 bei den Brantford Alexanders in der Ontario Hockey League. Trotz einer erfolgreichen letzten Saison in der OHL mit 40 Punkten in 65 Spielen wurde der Verteidiger nicht in einem der NHL Entry Drafts ausgewählt.
Somit unterschrieb er im September 1983 ungedraftet und als Free Agent einen Vertrag bei den Canadiens de Montréal aus der National Hockey League, die ihn vorerst in ihren Farmteams in der American Hockey League einsetzten. Dort gewann er mit den Canadiens de Sherbrooke am Ende der Saison 1984/85 den Calder Cup, die Meisterschaft der AHL. Zur NHL 1985/86 schaffte der US-Amerikaner den Sprung in den Kader der Canadiens de Montréal und gewann am Ende der Spielzeit mit dem Team den Stanley Cup. Lalor blieb daraufhin drei weitere Jahre in Montreal, ehe er im Januar 1989 zu den St. Louis Blues transferiert wurde. Innerhalb kurzer Zeit folgten weitere Wechsel zu den Washington Capitals und Winnipeg Jets, obwohl er sich bei allen Mannschaften einen Stammplatz hatte erarbeiten können. Zur Spielzeit 1993/94 unterzeichnete er als Free Agent einen Vertrag bei den San Jose Sharks. Dort konnte sich Lalor erstmals nicht dauerhaft im Stammkader etablieren und wurde nach nur 23 Einsätzen im März 1994 mit Doug Zmolek zu den Dallas Stars abgegeben. Im Gegenzug wechselte der Schwede Ulf Dahlén nach San Jose. Nach anfänglichen Verletzungsproblemen in Dallas spielte er dort bis zum Ende der Saison 1996/97, ehe er seine Karriere nach 687 Spielen beendete. Seine persönlich beste NHL-Saison hatte er in der Saison 1988/89 im Trikot der Canadiens de Montréal und St. Louis Blues, als er in insgesamt 48 Spielen 20 Punkte erzielen konnte.

### International
Lalor, der als Heimatort das kanadische Fort Erie angibt, aber im US-amerikanischen Buffalo geboren wurde, nahm mit der US-amerikanischen Nationalmannschaft an der Weltmeisterschaft 1996 teil. Dabei gewann er mit der Mannschaft die Bronzemedaille.

## Erfolge und Auszeichnungen
- 1985 Calder-Cup-Gewinn mit den Canadiens de Sherbrooke
- 1986 Stanley-Cup-Gewinn mit den Canadiens de Montréal
- 1996 Bronzemedaille bei der Weltmeisterschaft

## Karrierestatistik

### International
Vertrat die USA bei:
- Weltmeisterschaft 1996

(Legende zur Spielerstatistik: Sp oder GP = absolvierte Spiele; T oder G = erzielte Tore; V oder A = erzielte Assists; Pkt oder Pts = erzielte Scorerpunkte; SM oder PIM = erhaltene Strafminuten; +/− = Plus/Minus-Bilanz; PP = erzielte Überzahltore; SH = erzielte Unterzahltore; GW = erzielte Siegtore; 1 Play-downs/Relegation; Kursiv: Statistik nicht vollständig)